# Новодворский, Алексей Евгеньевич
Новодворский, Алексей Евгеньевич — российский программист, один из основных авторов и руководителей разработки российского дистрибутива Linux — ALTLinux и репозитория свободного ПО Сизиф.

## Семья
Женат, имеет дочь и сына.

## Биография
- Окончил математический факультет МПГИ им. В. И. Ленина[2].
- Будучи студентом пятого курса, поступил работать в НИИ общей и педагогической психологии АПН СССР, в лабораторию математического моделирования психических процессов на должность младшего научного сотрудника. Занимался там распознаванием рукописных текстов[2].
- В конце 1980ых годов стал сооснователем кооператива «Сотрудничество» при СП «Диалог», разрабатывавшего программы для учебных классов на базе компьютеров Ямаха[2]. Работая в кооперативе ведущим специалистом, Новодворский участвовал в создании учебника по логике «Логика и клиническая диагностика» и компьютерного практикума для студентов-медиков[2]. В это же время Алексей стал одним из соавторов программы интерактивного поиска доказательств Deductio[2].
- 1989 году стал заместителем директора АНО «Институт логики, когнитологии и развития личности» (АНО ИЛКиРЛ, первоначально «Общественный институт Логики, Когнитологии и Развития Личности при Президиуме Философского Общества СССР» (ОИЛКРЛ)[3]) — некоммерческой организации, проводившей исследовательскую работу в сфере логики, методологии науки и когнитивных наук[4].
- 8 лет работал учителем в одной из математических школ Москвы[1].
- C 1997 года, совместно с коллегой Алексеем Смирновым, принял решение работать в области свободного ПО и пропагандировать его. Это было сделано по идеологическим соображениям[1].
- В 1998 году АНО ИЛКиРЛ и фирма IPLabs создали совместный проект по разработке и интернационализации свободного программного обеспечения. Проект был назван IPLabs Linux Team Алексей Новодворский вошёл в состав команды проекта[4]. Команда занималась такими задачами как разработка дистрибутива Linux-Mandrake Russian Edition, представляющего собой локализацию дистрибутива Mandrake Linux, изданием и распространением дистрибутивов Black Cat и Debian, распространением и написанием документации к SuSE Linux, участвовала в написании кода ряда OpenSource проектов, таких как XFree86, KDE, ядро Linux, осуществляла техническую поддержку и консалтинг по применению Linux[5]. IPLabs Linux Team в 1999 г. перевела и впервые в России издала книги под свободной лицензией под лицензией GNU GPL. Это были М.Уэлша с соавторами «Руководство по установке и использованию системы Linux» и Р.Столлмана «Руководство по GNU Emacs»[4].

## ALTLinux
- В 2001 году стал сооснователем компании Альт линукс, предназначенной для развития одноимённого дистрибутива Linux, где занял должность заместителя генерального директора. Компания была основана как результат объединения двух команд Linux-разработчиков — IPLabs Linux Team и LRN, возникшую как движение разработчиков вокруг сайта linux.ru.net[4][6].
- В 2003—2004 гг. компания ALTLinux стала одним из инициаторов и ключевых исполнителей русской локализации пакета свободного ПО OpenOffice[7].
- В декабре 2016 года Новодворский организовал новую компанию — Базальт СПО, сумев привлечь в неё внешних инвесторов и занял в ней пост генерального директора. Ядро команды Альт Линукс перешло в новую компанию, в неё были переданы задачи по сопровождению дистрибутива ALT Linux и репозитория СПО Сизиф[8].